# Gustavsbergs herrgård, Hylte kommun
Gustavsberg gård, även Gustavsberg Bedden, var tidigare ett säteri tidigare belägen längs Nissastigen, numera söder om Rydöbruk, Torups socken i Halland.
Mangårdsbyggnaden är uppförd som en sals byggnad cirka 1850 och är ett välbevarad knuttimrat kombinerat bostadshus och uthus.
Många har passerat förbi godset på sina resor. Drottningen Kristina lär enligt traditionen ha övernattat där under sin resa till Rom 1634. Major Johan Gustav von Schantz född 1728 i adelsdätten von Schantz och gift 1756 med Sabina Dorothea von Blumenthal från Brännö säteri var ägare av godset mellan 1759 och 1800. Till säteriet hörde då ett flertal gårdar det förvärvade Rydö bruk. År 1789 gick verksamheten i konkurs. Sabina avled 1791 och maken von Schantz 1796.
År 1801 var änkefru Charlotta Dorotea von Blumenthal gift med Lilliehöök af Gälared och Kolbäck ägare till godset. Från 1812 var majoren och friherren Johan Henrik von Düben gift med Catharina Lovisa Lagerheim i första äktenskapet och Juliana Lilliehöök af Gälared Kolbäck i andra äktenskapet ägare. Därefter tillträdde major H. L. Hammarberg. Han lät flytta huvudbyggnaden från Gustavsberg till Rydö. Senare blev fanjunkare Erik Dyberg (1797-1867) ägare. Sonen J. Dyberg tog över gården men sålde kort därefter till virkeshandlare C. Lokrantz. 
Gården ägs av Bo Sjöholm, som förvärvat den av Gustav Svensson.